# Lactuca denticulata
Lactuca denticulata là một loài thực vật có hoa trong họ Cúc. Loài này được (Houtt.) Maxim. mô tả khoa học đầu tiên năm 1874.